# Tomas Mawros
Tomas Mawros (ur. 31 maja 1954 w Kalitei) – grecki piłkarz, grający na pozycji napastnika; reprezentant kraju.
Jest rekordzistą wszech czasów greckiej ekstraklasy pod względem strzelonych bramek (drugi jest Krzysztof Warzycha): w 501 meczach zdobył ich 260.
Grał kolejno w klubach: Panionios GSS, AEK Ateny i ponownie w Panoniosie. Dwukrotnie zdobywał mistrzostwo kraju, jeden raz puchar kraju i czterokrotnie – koronę króla strzelców.
W reprezentacji Grecji zagrał 36 razy, strzelając 11 bramek.
Zakończył karierę w 1991 roku.